# Olive Wilson
Olive Wilson (* um 1905; † 1948) war eine nordirische Badmintonspielerin. 

## Karriere
Olive Wilson war eine der bedeutendsten irischen Badmintonspielerinnen der 1930er Jahre. Sie gewann mehrfach die Irish Open und war auch bei den nationalen Titelkämpfen, den Welsh International, den Denmark Open und den Scottish Open erfolgreich. Olive Wilson starb 1948 an Tuberkulose; sie war unverheiratet geblieben.

## Sportliche Erfolge
| Saison | Veranstaltung                 | Disziplin   | Platz | Name                             |
| ------ | ----------------------------- | ----------- | ----- | -------------------------------- |
| 1933   | Irish Open                    | Dameneinzel | 1     | Olive Wilson                     |
| 1933   | Irish Open                    | Damendoppel | 1     | Marian Horsley / Olive Wilson    |
| 1935   | Irish Open                    | Damendoppel | 1     | Marian Horsley / Olive Wilson    |
| 1935   | Irland: Einzelmeisterschaften | Mixed       | 1     | Thomas Boyle / Olive Wilson      |
| 1936   | Denmark Open                  | Mixed       | 1     | Thomas H. Boyle / Olive Wilson   |
| 1937   | Irish Open                    | Mixed       | 1     | James Rankin / Olive Wilson      |
| 1937   | Welsh International           | Mixed       | 1     | Thomas Boyle / Olive Wilson      |
| 1938   | Scottish Open                 | Damendoppel | 1     | Olive Wilson / Betty Uber        |
| 1938   | Welsh International           | Mixed       | 1     | Thomas Boyle / Olive Wilson      |
| 1938   | Irish Open                    | Mixed       | 1     | Thomas Boyle / Olive Wilson      |
| 1939   | Irish Open                    | Damendoppel | 1     | Mavis Macnaughton / Olive Wilson |
| 1939   | Irish Open                    | Mixed       | 1     | Thomas Boyle / Olive Wilson      |